# 세이 루 루
세이 루 루(Say Lou Lou)는 오스트레일리아, 스웨덴 출신의 음악 듀오이다. 미란다와 일렉트라는 쌍둥이 자매 사이다. 세인트 루 루(Saint Lou Lou)는 개명 전 듀오 이름이다. 2012년, 첫 싱글을 발매했고 2013년, "à Deux"라는 레이블을 직접 세웠다. 2013년 12월, BBC 사운드 오브 2014 명단에 올랐다. 2015년, 데뷔 앨범 Lucid Dreaming 을 발매했다.

## 생애
두 자매는 1991년 6월 7일에 태어나 오스트레일리아와 스웨덴에서 성장했다. 아버지는 오스트레일리아 밴드 "더 처치"(The Church)의 리드 싱어 스티브 킬비이고, 어머니는 카린 잰슨이다.

## 음반 목록
- Lucid Dreaming (2015)
- Immortelle (2018)